# Telefonplan

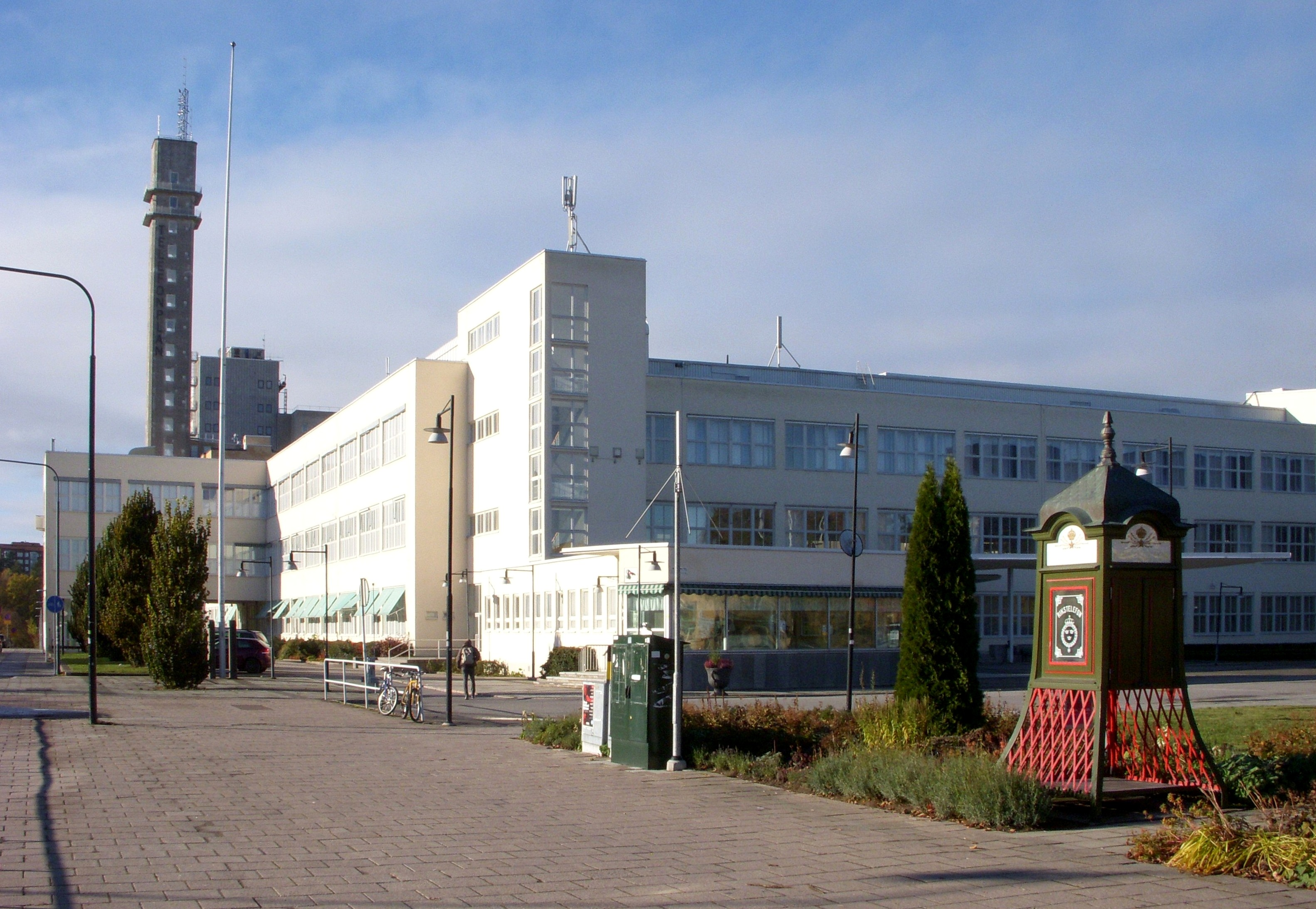
Före detta LM Ericsson-byggnaden, Telefonplan, 2010.

Telefonplan är en öppen plats med en underliggande tunnelbanestation i stadsdelen Midsommarkransen i Söderort inom Stockholms kommun. Platsen mäter 50×60 meter. Området vid Telefonplan domineras helt av LM Ericssons tidigare telefonfabrik som stod färdig 1948. Idag har Försäkringskassan sitt huvudkontor i byggnaden.

## Byggnader

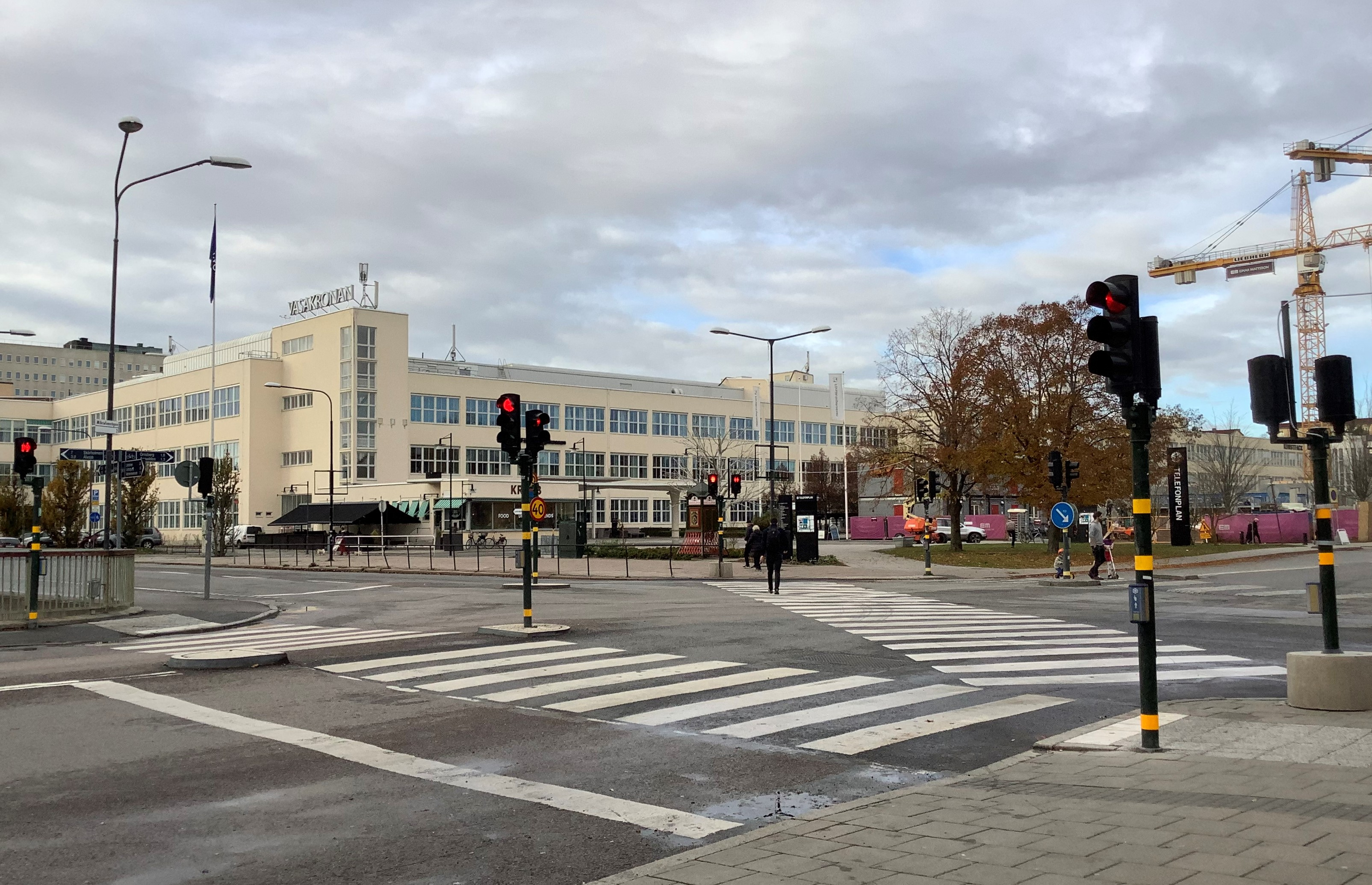
Korsningen Mikrofonvägen/Telefonvägen vid Telefonplans tunnelbanestation, med ett av Stockholms första diagonala övergångsställen, 2020.

Åren 1935−1948 byggdes en ny modern fabrik för telefonbolaget LM Ericsson, ritad av arkitekten Ture Wennerholm, strax norr om Södertäljevägen (se LM Ericsson-byggnaden, Telefonplan).
Vid Telefonplan växte i början av 2000-talet ett nytt utbildnings- och kontorscentrum fram. I Ericssons gamla huvudfabrik finns sedan 2004 bland annat Konstfack, mot Telefonvägen finns kontor för företaget Ericsson och Hägersten-Älvsjö stadsdelsförvaltning. Mot LM Ericssons väg låg tidigare "Designens hus" (invigt 2010) med sin distinkta svarta fasad, om- och tillbyggd efter ritningar av arkitekt Gert Wingårdh. Det är nu rivet för att ge plats åt bostäder.
Byggföretaget SSM Bygg och Fastighet AB planerade i samarbete med Gert Wingårdh bygget av en skyskrapa kallad Tell Us Tower, som ursprungligen var tänkt att stå klar år 2010. Efter att planerna legat lågt i flera år har stadens ledning fört fram projektet i augusti 2013.

## Konstnärlig utsmyckning
Vid Telefonplan 5 står en byst av företagets grundare, Lars Magnus Ericsson, av Aron Sandberg, rest 1988. Här finns också en fontänstaty, Linje, av Knut Erik Lindberg uppförd 1970, föreställande en kvinna som talar i telefon. 
Sedan januari 2011 finns här även en interaktiv ljusinstallation kallad Colour by Numbers, där fönstren i det 72 meter höga “Telefonplanstornet” kan tändas i olika färger av allmänheten via en app. Colour by numbers har skapats av arkitekten Milo Lavén, interaktionsdesignern Loove Broms och konstnären Erik Krikortz.

## Bilder

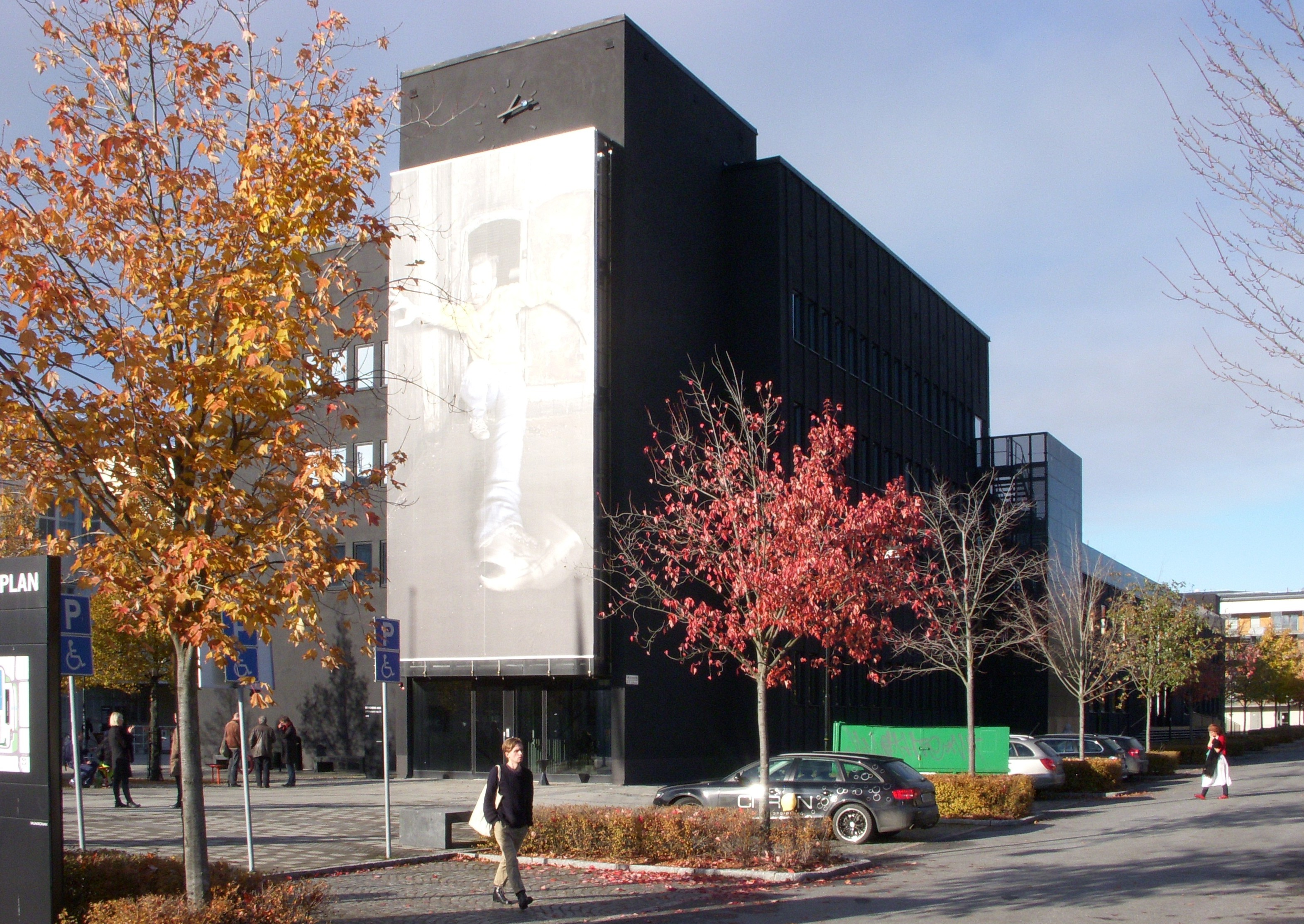
Designens hus 2010
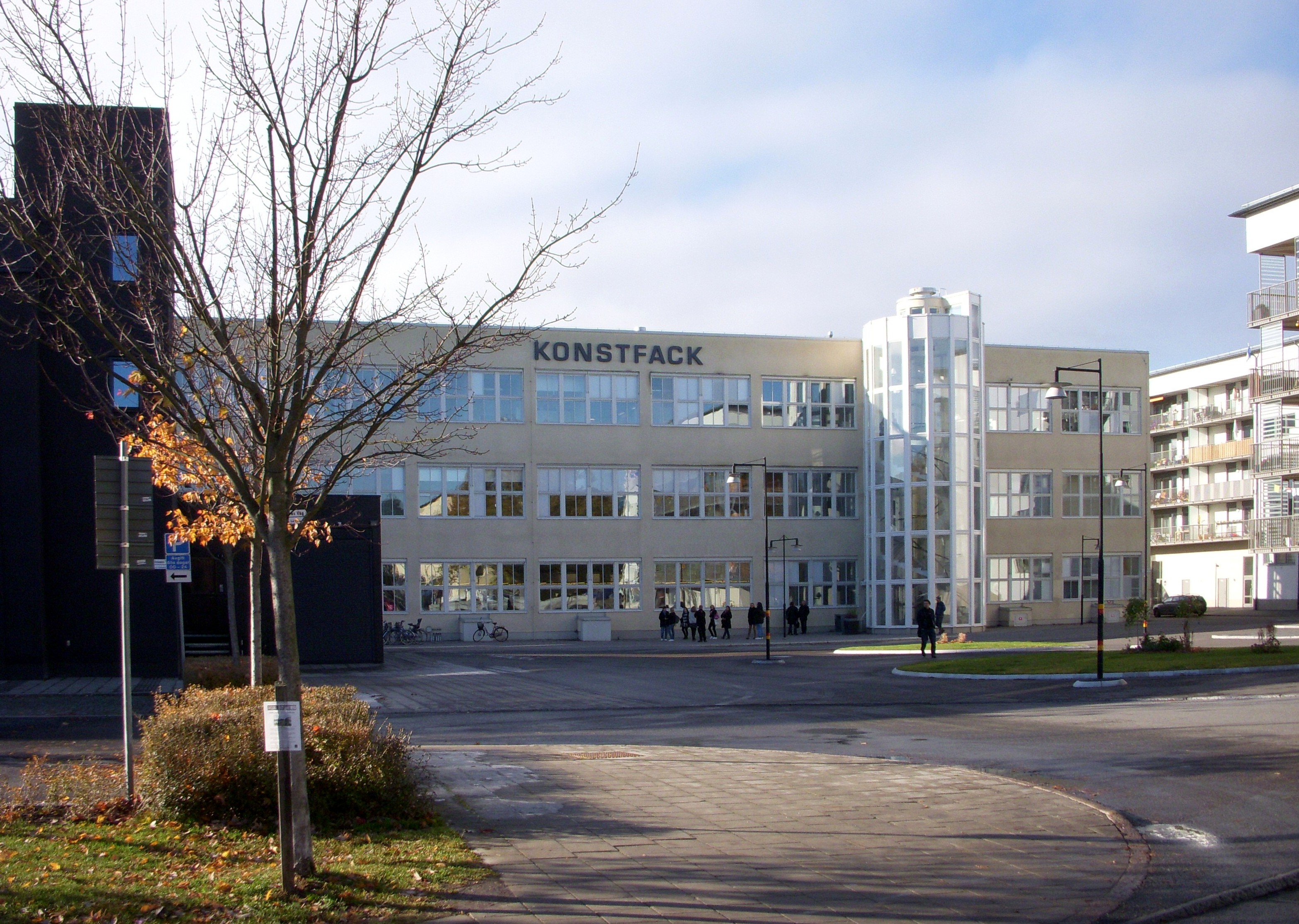
Konstfack 2010
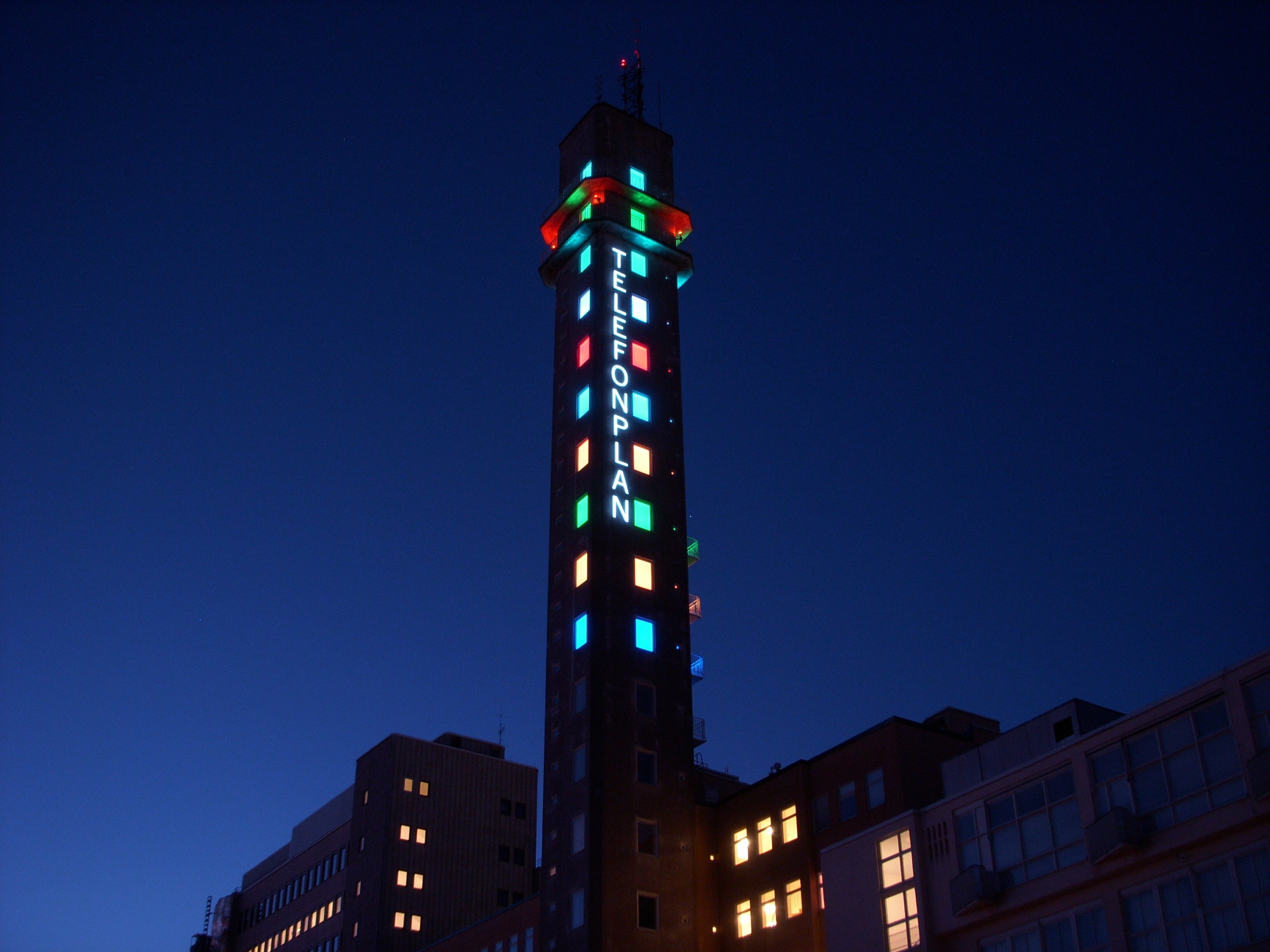
Colour by Numbers 2011
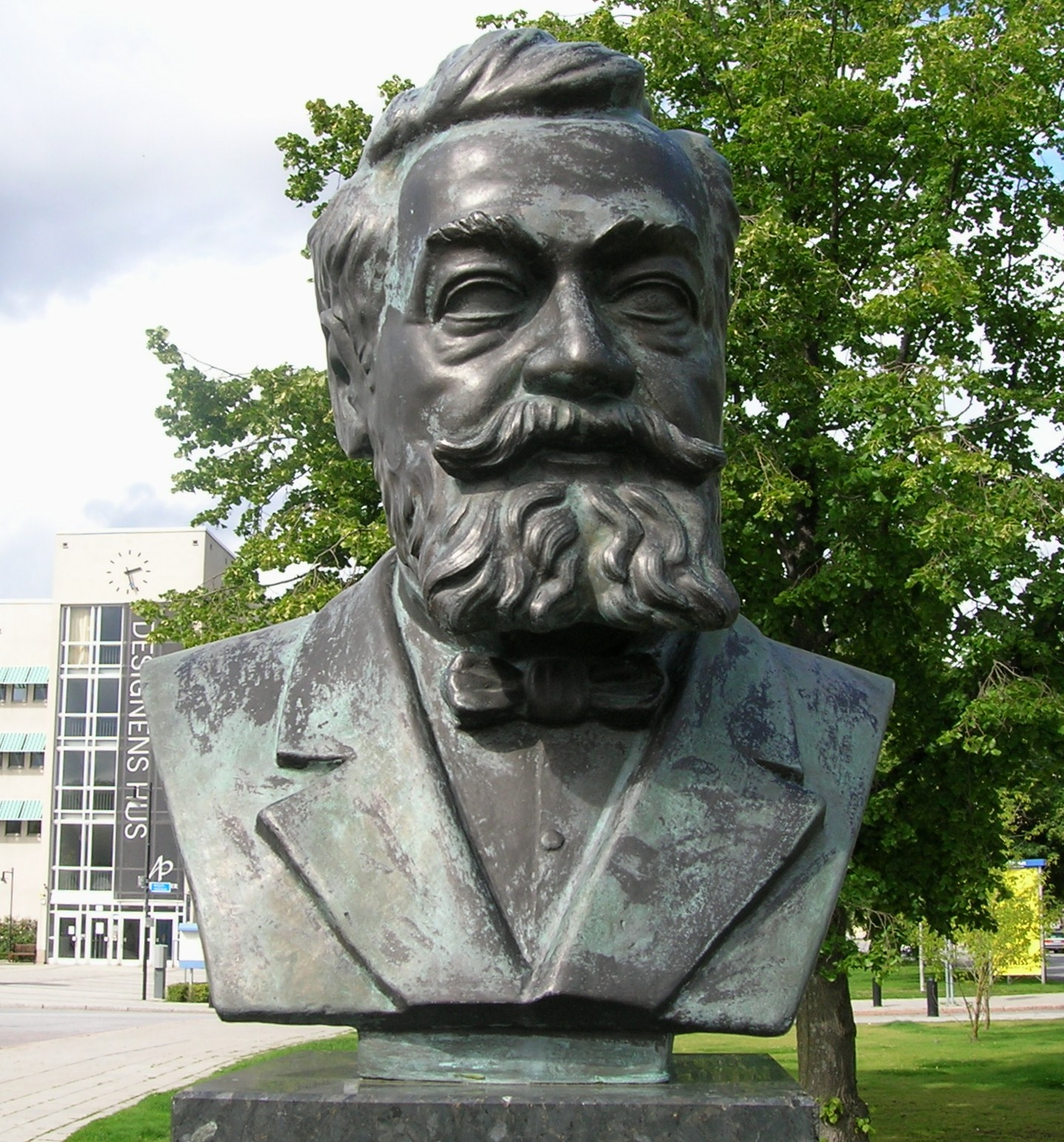
LM Ericssons byst

## Tunnelbanestationen
Station Telefonplan trafikeras av röda linjen (T-bana 2) och ligger mellan stationerna Midsommarkransen och Hägerstensåsen. Stationen ligger utmed Telefonvägen vid Mikrofonvägen och Telefonplan. Stationen invigdes den 5 april 1964.